# أستاثيوس أرغيروس (أميرال بيزنطي)
أُسْتَاثِيُوس أَرْغِيرُوس (اليونانية: Εύστάθιος Άργυρός) كان أميرالًا بيزنطيًا في عهد الإمبراطور ليو السادس الذي حكم الإمبراطورية البيزنطية من سنة 886 إلى 912 م.

## سيرته
ظهر أستاثيوس أرغيروس لأول مرة أثناء اندلاع الحرب مع البلغار في عام 894 م، وكان تحت قيادة نقفور فوقاس الكبير. كان أستاثيوس من البطارقة وقائدًا للأسطول البيزنطي في ذلك الوقت، وتم إرساله إلى نهر الدانوب لعبور المجريين المتحالفين والضغط على البلغار من الخلف؛ نجحت الاستراتيجية، وطلب ملك البلغار سمعان الأول السلام. وبمجرد انسحاب البيزنطيين لإجراء المفاوضات، تمكّن سمعان من صد المجريين، وتجدد الحرب مع الروم.
وفي عام 902 م، أرسل الإمبراطور ليو السادس أسطولًا بقيادة أستاثيوس لمساعدة حامية مدينة طبرمين في صقلية، التي كانت مهددة من قبل العرب. فُتحت المدينة في الأول من أغسطس عام 902 م، وعند عودته إلى القسطنطينية، اتهم القائد ميخائيل شركتوس أستاثيوس وقائد حامية المدينة قسطنطين كرمالوس بالإهمال الشديد وحتى بالخيانة. واجه كلاهما حكم الإعدام، لكن تدخل البطريرك نقولا ميستيكوس وأنقذهما من حكم الإعدام. وظل أستاثيوس حبيسًا في دير ستوديوس. إن خيانة أستاثيوس غير واضحة من المصادر، حيث لا يوجد أي مصدر يذكر صراحة وجوده في صقلية أو جنوب إيطاليا. يفترض المؤرخون المعاصرون أن إبحار الأسطول تأخر كما ادعى ثيوفانيس قنطينواطوس؛ لأن الإمبراطور استخدم بحّارته في بناء كنيسة.
على أية حال، لا يمكن أن يكون فشل أستاثيوس شديدًا للغاية، لأنه بعد عامين فقط (في عام 904 م) عُين مرة أخرى كقائد للأسطول. وقد عُهد إليه مرة أخرى بمواجهة الأسطول المسلم بقيادة رشيق الوردامي، لكنه تردد في الدخول معه في معركة، بل وسمح للمسلمين بدخول مضيق الدردنيل. استبدله ليو بهمريوس، لكنه أيضًا لم يتمكّن من معارضة وصد المسلمين بفعالية الذين استمروا في حصار ثاني أهم مدينة في الإمبراطورية البيزنطية وهي صلونيك.

### الفهرس
1. 1 2 3  Guilland 1967، صفحة 537.
2. ↑  Tougher 1997، صفحات 95, 176–177.
3. 1 2 3 4 5  PmbZ، Eustathios (#21836).
4. ↑  Tougher 1997، صفحة 212.
5. ↑  Tougher 1997، صفحات 186–188.

### البيانات
- Lilie, Ralph-Johannes; Ludwig, Claudia; Pratsch, Thomas; Zielke, Beate (2013). Prosopographie der mittelbyzantinischen Zeit Online. Berlin-Brandenburgische Akademie der Wissenschaften. Nach Vorarbeiten F. Winkelmanns erstellt (بالألمانية). Berlin and Boston: De Gruyter.
- Tougher، Shaun (1997). The Reign of Leo VI (886-912): Politics and People. Leiden: Brill. ISBN:978-9-00-410811-0. مؤرشف من الأصل في 2024-01-04.